# TW 6000
TW 6000 — тип зчленованого поїзда для легкорейкових систем, що використовується на Ганноверській міській залізниці. Поїзди вироблялися компаніями Дюваґ, Лінке-Гофманн-Буш, AEG, Кіпе та Зіменс.
Поїзд може обслуговувати як станції з високими платформами, так і вуличні зупинки; маючи кабіни керування з обох боків, поїзд не потребує розворотних кілець. На час випуску поїзд був унікальний для Німеччини через застосування тиристорної системи керування та сучасного дизайну, автором якого був Герберт Ліндінґер.
Всього з 1974 по 1993 роки було вироблено 260 поїздів, з яких перша партія у 100 штук була побудована компанією Дюваґ у Дюссельдорфі з 1974 по 1978 рр., а з другої по восьму серії (160) будівництво відбувалося компанією LHB у Зальцгіттері з 1979 по 1993 рр. Починаючи з 2002 року, 82 одиниці було продано до Будапешту (Угорщина) та до Гааги (Нідерланди).
У 2013 році ганноверський перевізник üstra замовив 100 нових поїздів (із можливістю замовити 46 додаткових) аби замінити застарілі TW 6000; новіші поїзди, відомі як TW 3000, були доставлені в період з 2014 по 2018 рр.

## Технічні параметри
Один поїзд має довжину 28,28 метри та ширину 2,4 метри. Кожен вагон вміщує до 150 пасажирів; по системі багатьох одиниць можна використовувати до чотирьох поїздів. Максимальна швидкість складає 80 км/год. Кожен з двох двигунів постійного струму споживає 218 кВт та 600 В, і може видавати максимальну силу струму в 900 A.
Вагони 6206-6260 контролюються мікропроцесорами на архітектурі Intel 8085, а також тиристорами GTO.

### Вироблені партії
Наступні партії TW 6000 було поставлено до Ганновера:
| Номери    | Поставлено з-по       | Маршрут  | Виробники                |
| 6001-6100 | 27.12.1974-26.06.1978 | A        | Duewag/Kiepe/AEG/Siemens |
| 6101-6190 | 19.12.1979-01.06.1983 | B        | LHB/Kiepe/AEG/Siemens    |
| 6191-6205 | 09.01.1985-13.08.1985 | C-Схід   | LHB/Kiepe/AEG/Siemens    |
| 6206-6250 | 22.09.1988-10.01.1992 | C-Захід  | LHB/Kiepe/AEG/Siemens    |
| 6251-6260 | 08.09.1992-22.01.1993 | C-Північ | LHB/Kiepe/AEG/Siemens    |

Голова консорціуму змінив виробника на LHB після виробництва першої серії через політичне лобіювання, оскільки субсидії, надані землею Нижня Саксонія, витрачалися на проєкт, перевагу отримала компанія LHB (розташована у місті Зальцгіттер) над компанією Дюваґ (розташованою в Дюссельдорфі, Північна Рейн-Вестфалія).

#### Системи керування
Усі поїзди TW6000 керувалися з використанням інтегральних систем тяги та гальмування з «вимикачем мерця», який водій має відтиснути аби рух поїзда був розблокований. Якщо відпустити вимикач під час руху, спочатку система попередження подає гудок, а далі потяг гальмує з застосуванням рейкових гальм.

#### Зміни в другій партії
- Нове підлогове покриття, відсутність смугування, як у поїздах першої партії
- Менші за розміром кнопки замовлення зупинки та сигнальні лампи, частково також встановлені на поїзди першої партії з 3/81 по 5/85, повністю встановлені на поїзди першої партії з 10/88 по 11/92
- Індикатор кінцевої зупинки всередині вагонів для міської залізниці
- Щітки склоочисника переміщено на праву сторону
- Автоматичне регулювання зчіплювачів після розчеплення
- На даху додатковий гальмівний резистор
- Можливість встановлення додаткових сидінь біля середніх дверей (не було реалізовано)

#### Зміни в третій партії
- Встановлення обладнання IBIS з заводу, обладнання першої та другої партій поїздів до 1987 р.
- Усі раніше випущені поїзди були модифіковані для обов'язкового вибору опції «висока платформа» чи «низька платформа» перед тим як відчинити двері

#### Зміни в четвертій партії
- Вікна на стелі лише з одного боку
- Контролер тиристора GTO з мікропроцесором 8085
- Пожежний захист (тестувався на 6147 з січня 1987 р.):
  - новий дах з листового металу в пасажирському салоні
  - пластикові плафони замінено на сталеві ребра
  - стельові та стінні поручні у зоні зчленування замінено на литі пластикові
- Додаткові задні вогні

#### Зміни у п'ятій партії
- Виправлено розмір скління дверей
- Ширше ущільнення дверей

#### Зміни у шостій партії
- Подвійні двері без поручня в середній секції, новий механізм замикання (тестувався на 6083, частково встановлений на старші поїзди)

### Ремонт
Запрошення на тендер на програму ремонту було опубліковано у 2018 році. Близько 40 поїздів підлягало ремонту, який містив встановлення світлодіодного освітлення, а також перефарбування. Перший відремонтований поїзд було показано у 2019 р.

## TW 6000 у Будапешті

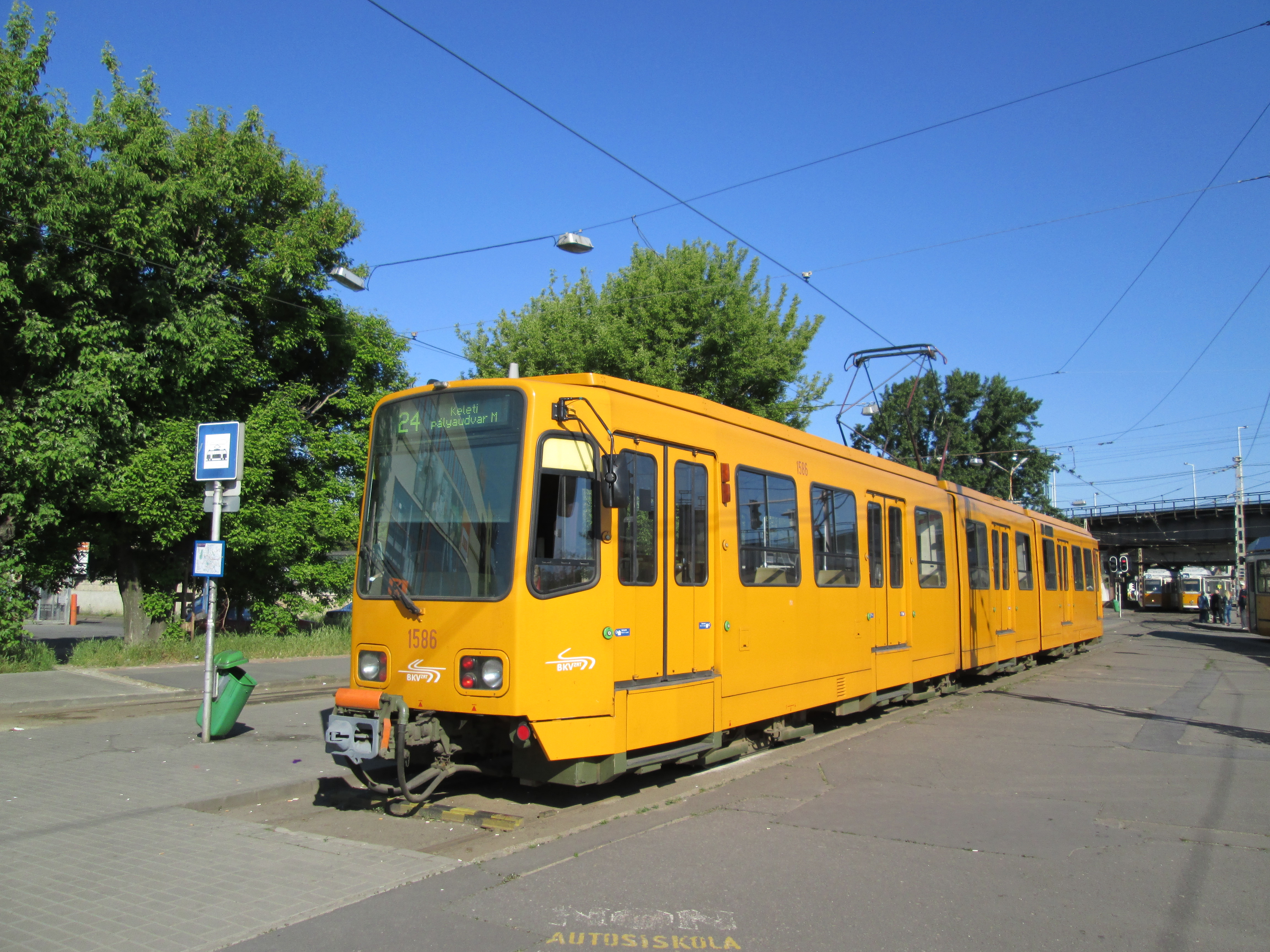
TW 6000 у Будапешті в травні 2016 р.

Після того як Гановер оновив парк моделями TW 2000 з приводу всесвітньої виставки Експо 2000, Üstra виставила частину вживаних TW 6000 на продаж. Угорська компанія BKV, оператор трамвайної мережі в Будапешті, придбав більшість із них.
У 2000 році Будапешт мав застарілий парк з більш ніж 300 моторизованих та безмоторних вагонів UV: на маршрутах працювали вагони віком 40–60 років. Останньою великою закупівлею були вагони Татра T5C5 у 1980-84 рр. TW6000 продавався у гарному стані та мав дуже привабливу ціну порівняно з новими трамваями. Втім, часто точилися суперечки, чи дійсно Будапешт мав покладатися на вживані трамваї, і суперечки виявилися такими сильними, що правляча партія в раді Будапешту (SZDSZ), включно із мером Ґабором Демським, проголосувала проти закупівлі. Після тривалих політичних дебатів, міська рада Будапешту виділила 7 мільярдів форинтів на закупівлю всіх 68 одиниць. Перші поїзди (6061 та 6070) прибули до BKV у 2001 році аби розпочати тестовий пробіг у 10 тисяч кілометрів. Вперше на маршрут № 3 трамвай вийшов у жовтні 2001 року. У Будапешті вагони отримали нову нумерацію, що починалася з 1500. Компанія BKV незабаром вирішила придбати 8 додаткових трамваїв.
Під час ремонту в Ганновері трамваї було пофарбовано в помаранчево-жовту ліврею, що використовується у трамваїв перевізника BKV (трамваї почали називати «бананами» оскільки ті приїхали зеленими, а «споживали» їх жовтими); внутрішню частину дверей спочатку залишили зеленою, але згодом перефарбували у білий. Трамваї було переобладнано вікнами, які можуть відсуватися для кращого провітрювання під час спекотного континентального літа. Було додано дзвінок, який дзвенить перед відправленням. Автоматичне зачинення дверей після 4 секунд спочатку було вимкнено, але згодом увімкнено знову. Під час планового ремонту на вагоноремонтному заводі компанії BKV (BKV VJSz) вагони було обладнано внутрішніми та зовнішніми світлодіодними дисплеями Vultron.

### Подальші закупівлі
Оскільки TW6000 добре зарекомендував себе в експлуатації в Будапешті, в BKV вирішили далі купувати трамваї такого типу.У 2011 році ще 16 вагонів TW6000 прибуло до Будапешту частково з Ганноверу, а частково з Гааги (дивіться нижче). Ще чотири вагони було поставлено до BKV VJSz на запчастини. Додаткове постачання було заплановане на кінець 2011 року, котре теж включало вагони серії 6100. Остання партія вагонів прибула у 2015—2016 рр.
Сьогодні більшість вагонів TW 6000 знаходяться у власності BKV: 113 вагонів мінус чотири в BKV VJSz. Втім, вихід низькопідлогових трамваїв CAF Urbos 3 на маршрути трамвайної мережі Будапешту дозволило списати багато трамваїв Ganz CSMG. Низькопідлогові трамваї почали обслуговувати маршрут № 3, а TW6000 переводили на інші маршрути. Починаючи з січня 2016 року TW6000 працюють на маршрутах 3 (частково), 24 (частково), 28 (частково), 28A (частково), 37, 37A, 42, 50, 51, 51A, 52, 62, 62A, 69.
Зараз найбільшим недоліком цих вагонів є високий рівень підлоги, а також складані сходинки з механічними сенсорами, що не відповідають вимогам доступності, і є незручними для посадки чи висадки маломобільних пасажирів. Не зважаючи на це, наявність обігріву в пасажирському салоні, добре шумопоглинання, амортизація та плавне прискорення забезпечують вищий рівень комфорту, ніж в деяких інших моделей трамваїв, що працюють у Будапешті.

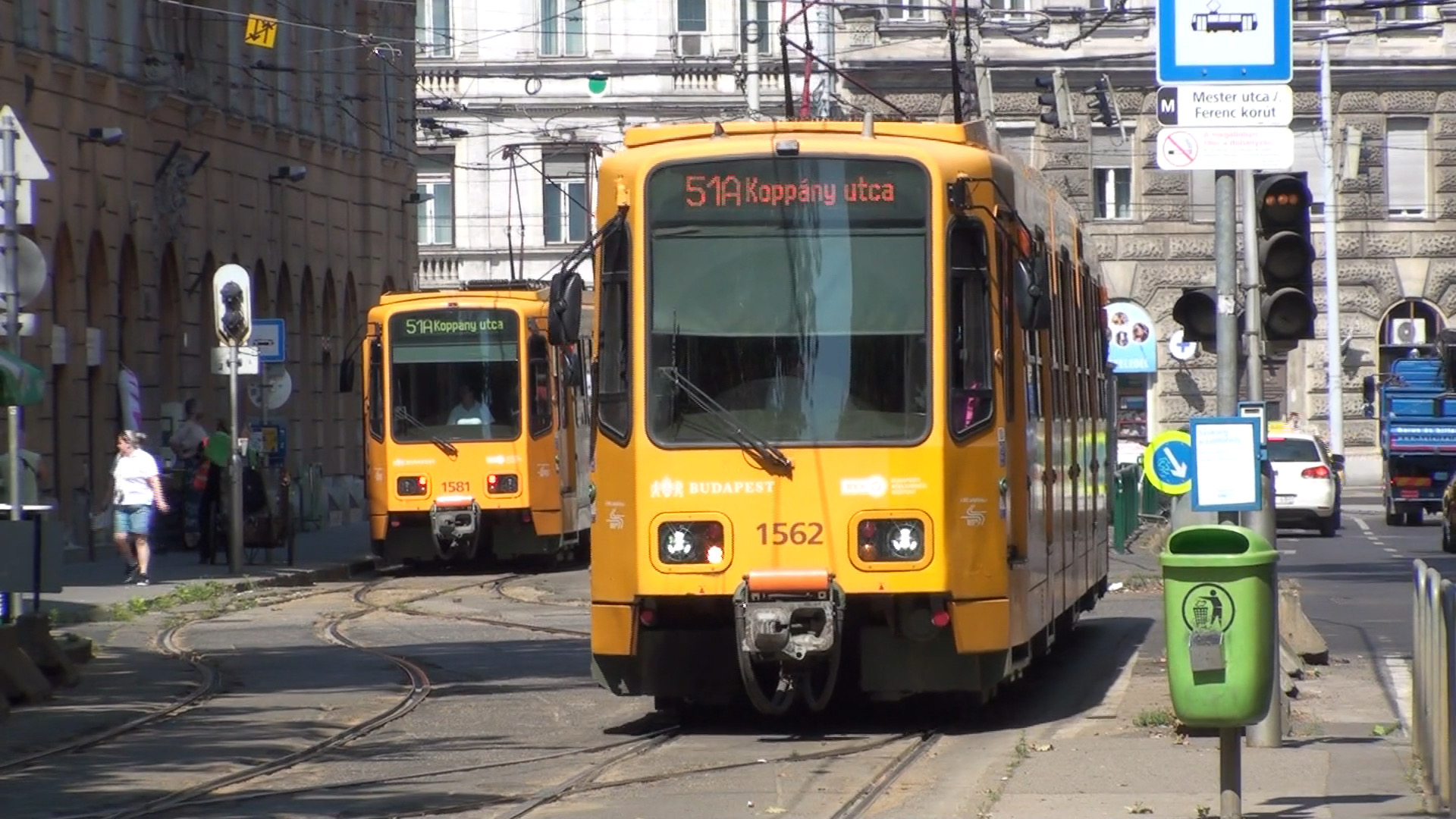
Трамваї TW6000 в Будапешті, серпень 2023 р.

## TW 6000 у Нідерландах

### Гаага

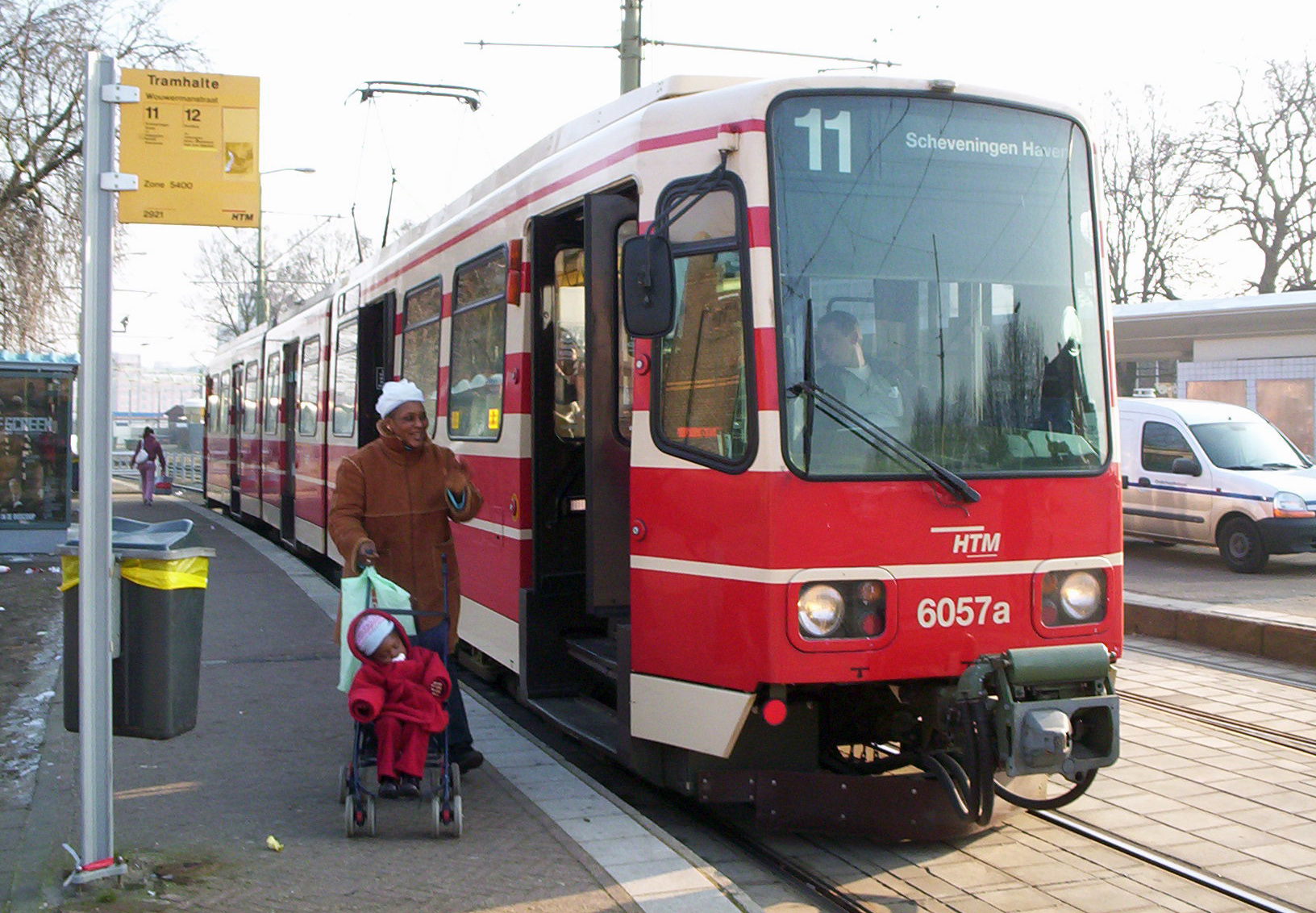
TW 6000 у Гаазі

У 2002 році вісім одиниць TW 6000 було продано компанії HTM, яка є оператором громадського транспорту в Гаазі, Нідерланди, де вони працювали на маршруті № 11 до Схевенінгена. Їх було виведено з експлуатації у 2005 році, й переміщено до Депо Лейстербесстраат. Згодом їх було продано компанії BKV до будапешту; останній TW 6000 було відправлено з Гааги 7 жовтня 2010 року.

### Хаутен

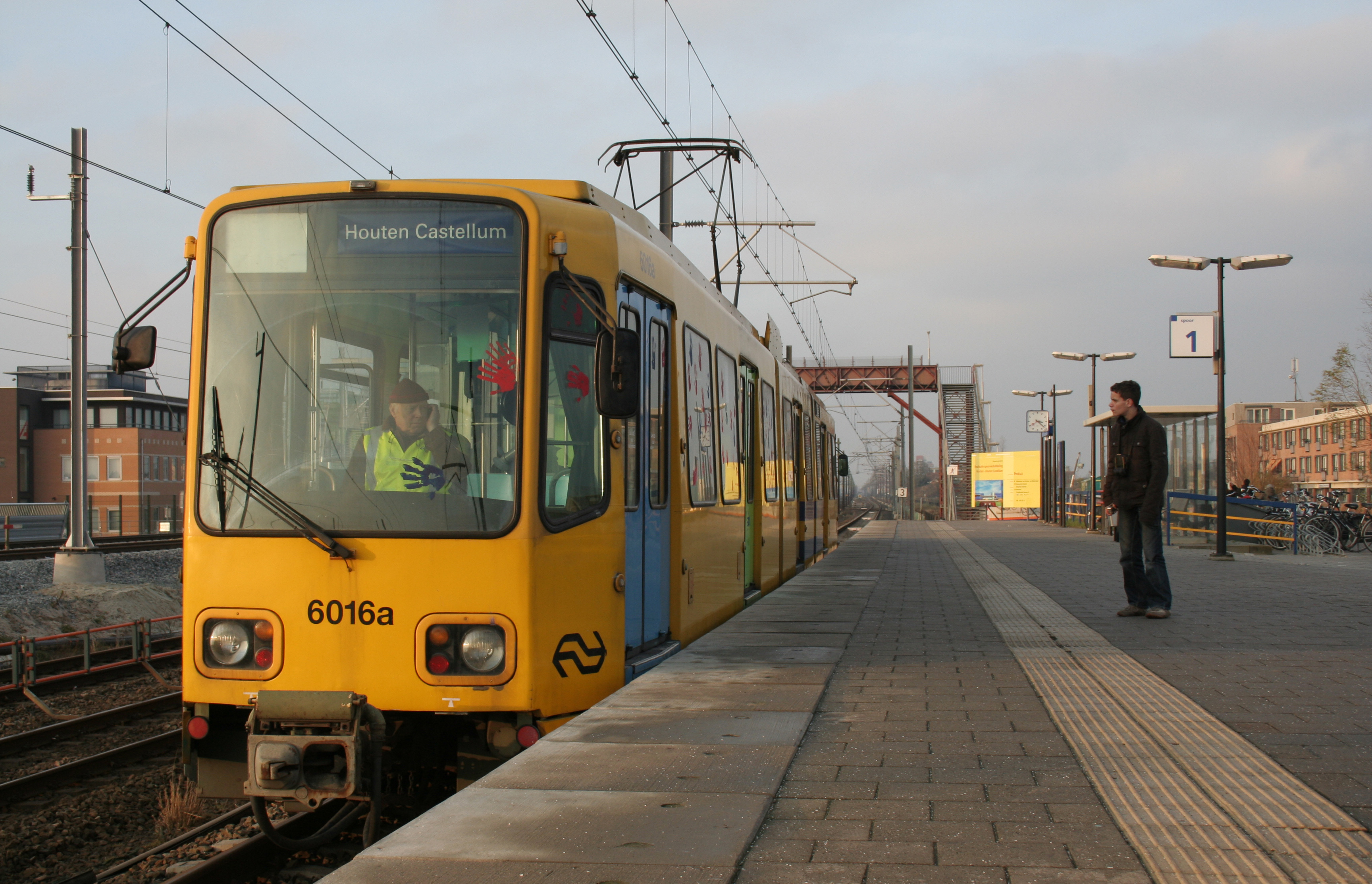
6016 у Хаутені, в перший день на маршруті.

Раніше, у 2000 році, компанія HTM замовила дві одиниці TW 6000 для роботи на тимчасовому маршруті NS у Хаутені, який сполучав вокзал Хаутен та нову станцію Хаутен Кастеллум. Маршрут, який обслуговувався компанією HTM з Гааги за дорученням NS, працював з січня 2001 року до грудня 2008 року. Один трамвай (6016) згодом було утилізовано, а інший (6021) продано компанії BKV у Будапешт, де він почав працювати під новим номером 1585.

## TW 6000 у Тампере
TW 6148 буде перевезено з Ганновера до Тампере, Фінляндія компанією Шкода Транстех, де буде використовуватися як випробувальний вагон.